# Bai Pu
Pour les articles homonymes, voir Bai.
Dans ce nom, le nom de famille, Bai, précède le nom personnel.
Œuvres principales
Pluie sur les sterculiers
Bai Pu (chinois 白朴, EFEO Pai P'ou), né en 1226, mort en 1306, est un dramaturge chinois de la dynastie Yuan.

## Biographie
Né sous la dynastie Jin, Bai Pu est séparé de ses parents en 1231 lorsque les Mongols envahissent la Chine. Il est recueilli par le poète Yuan Haowen qui l'élève. Bai Pu, refusant de se mettre au service de la nouvelle dynastie, a passé la plus grande partie de sa vie à Nankin, essentiellement occupé par le théâtre et la littérature.

## Œuvre
Seules trois des seize pièces attribuées à Bai Pu ont été conservées.

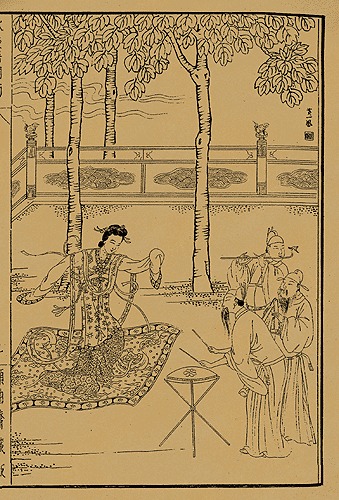
Danse au pavillon des Senteurs. Illustration de la pièce Pluie sur les sterculiers datant de l'époque Ming (1573-1620).

Sa pièce Pluie sur les sterculiers (梧桐雨, Wutong yu), appartenant au style théâtral zaju, est sa pièce la plus connue. Elle est inspirée du Chant des regrets éternels du poète Bai Juyi (772-846) et a pour thème l'histoire d'amour tragique de l'empereur Xuanzong et de sa concubine Yang Guifei. L'empereur et sa concubine se sont juré un amour éternel lors de la fête de la Tisserande. Au cours de la fuite causée par la révolte d'An Lushan, les soldats de l'empereur exige la mort de Yang Guifei, rendue responsable du désastre. Après le retour de l'empereur dans sa capitale, le fantôme de sa favorite lui apparaît, pendant une nuit pluvieuse.
Une autre de ses pièces, Par-dessus le mur sur un cheval, est elle aussi adaptée d'un poème de Bai Juyi, Le Vase d'argent tiré du fond du puits. Elle met en scène deux caractères contrastés : un héros faible et un personnage féminin fort. Pei Shaojun, fils du premier ministre, passant à cheval à Loyang, aperçoit par-dessus un mur une jeune femme, Li Qianjin. Il la convainc de quitter ses parents et de l'épouser, mais n'ose le dire à son père. Sa femme, ainsi que leurs deux enfants, vit donc cachée au fond d'un parc. La situation découverte, le père la chasse. L'épouse retourne à Loyang, où ses parents sont entre-temps morts. Shaojun est ensuite nommé préfet de Loyang. Son père, apprenant la situation de l'ancienne épouse, vivant chastement et issue d'une grande famille, se ravise et lui propose de se remarier à son fils. Qianjin refuse d'abord, mais la vue de ses enfants finit par la persuader d'accepter.
Sa troisième pièce conservée est une adaptation de L'Histoire du pavillon d'Occident.

## Traductions
- Jacques Pimpaneau, Anthologie de la littérature chinoise classique, Arles, Philippe Picquier, 2004, 952 p. (ISBN 2-87730-666-6)  — Pluie sur les sterculiers (Wutong yu), p. 601-638 et Elle en haut du mur et lui sur un cheval (Qiangtou mashang), p. 639-669
- Paul Demiéville (dir.), Anthologie de la poésie chinoise classique, Paris, Gallimard, 1962, rééd. coll. « Poésie »  — Pai P'ou, p. 474-475